# Portada/efemèride setembre 13
Maurice Jarre l'any 1950.
« 12 de setembre · 13 de setembre · 14 de setembre »